# Operatie Inherent Resolve

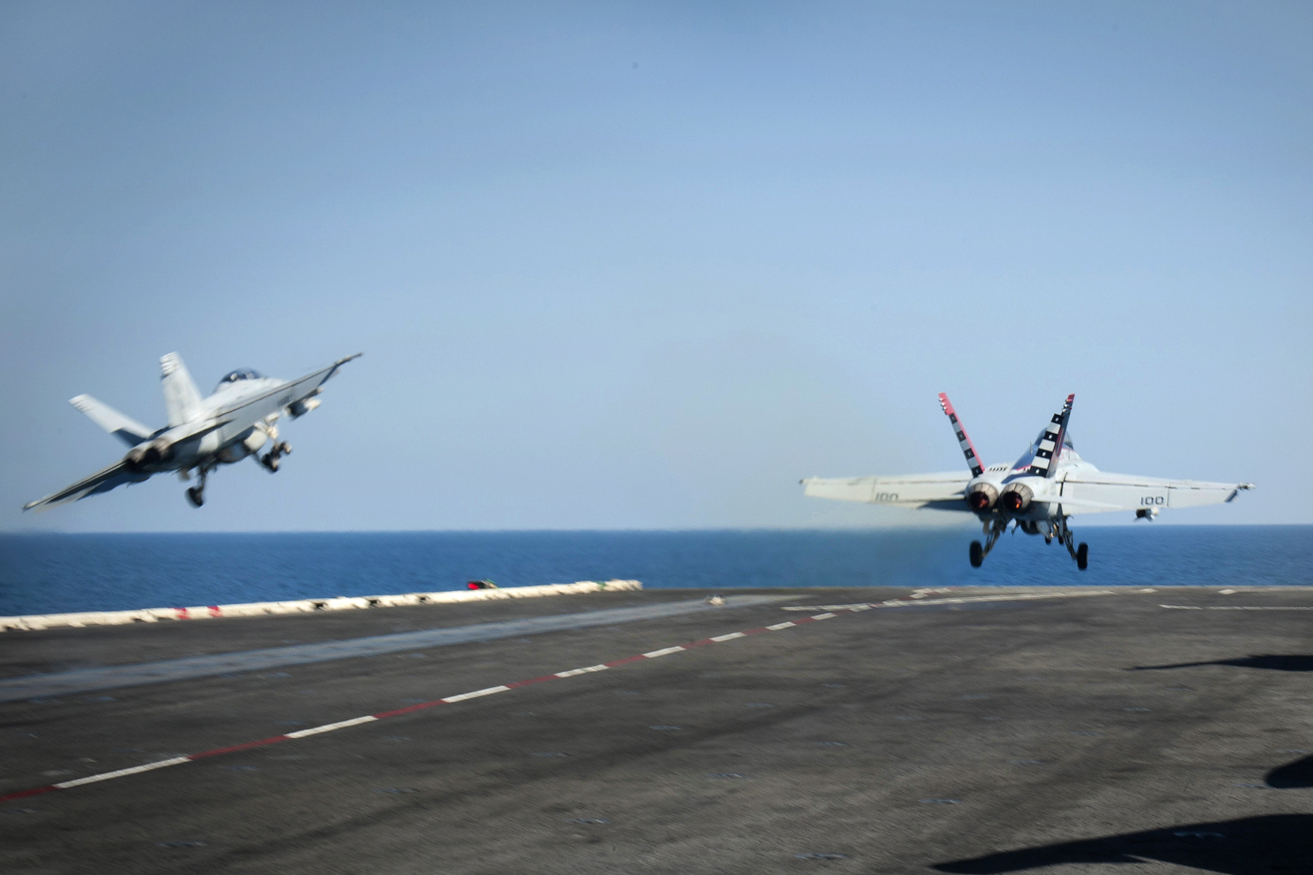
Twee F/A-18E/F Super Hornet van de United States Navy vertrekken vanaf het vliegdekschip USS Carl Vinson (CVN-70) om deel te nemen aan operatie Inherent Resolve in oktober 2014.

Operation Inherent Resolve (OIR) is de codenaam voor de militaire acties van de Verenigde Staten van Amerika en 15 bondgenoten in het Midden-Oosten die sinds 2014 zijn gericht tegen de Islamitische Staat (in Irak en de Levant) (ISIL) en de organisatie al-Nusra en ze omvat zowel de campagne in Irak als die in Syrië.
In tegenstelling tot eerdere gevechtsoperaties, zoals Operatie Desert Shield en Operatie Desert Storm eerder in dezelfde regio tijdens de Golfoorlog van 1990-1991, werd er aanvankelijk geen naam gegeven aan de militaire acties van de Amerikaanse overheid tegen ISIL. Door de aanhoudende dubbelzinnige aard van de Amerikaanse betrokkenheid in Irak konden Amerikaanse militairen niet in aanmerking komen voor campagnemedailles en andere onderscheidingen.
De naam Inherent Resolve werd gekozen met het doel een onwrikbare vastberadenheid en de grote betrokkenheid van de VS en de partnerlanden te weerspiegelen om ISIL te elimineren, en daarmee de dreiging die deze zou vormen voor Irak en andere staten in de regio.
Het United States Department of Defense berichtte aan het eind van oktober 2014 dat de troepen die in diverse gebieden dienstdeden in het kader van Inherent Resolve met terugwerkende kracht sinds 15 april 2014 in aanmerking zouden komen voor de Global War on Terrorism Expeditionary Medal. Dit betrof uitgezonden militairen in Bahrein, Cyprus, Egypte, Iran, Irak, Israël, Jordanië, Koeweit, Libanon, Qatar, Saudi-Arabië, Syrië, Turkije en de Verenigde Arabische Emiraten, evenals troepen ter ondersteuning van de operatie in de Arabische Golf / Perzische Golf, de Rode Zee en de Middellandse Zee ten oosten van 25 graden westerlengte.
De operaties werden gecoördineerd door de Combined Joint Task Force – Operation Inherent Resolve (CJTF–OIR) onder bevel van de Amerikaanse luitenant-generaal Sean MacFarland, met de Britse generaal-majoor Robert Bruce als plaatsvervanger, vanaf het hoofdkwartier Camp Arifjan in Koeweit.
Aan deze operaties werd deelgenomen door de Verenigde Staten, Australië, België, Canada, Denemarken, Frankrijk, Jordanië, Nederland en het Verenigd Koninkrijk met luchtaanvallen op Irakees grondgebied.
Luchtaanvallen op het grondgebied van Syrië werden uitgevoerd door Australië, Bahrein, België, Canada, Frankrijk, Jordanië, Saudi-Arabië, Turkije, de Verenigde Arabische Emiraten en het Verenigd Koninkrijk.